# Вакцинація проти COVID-19 у Таїланді
Вакцинація проти COVID-19 у Таїланді — це кампанія масової імунізації населення Таїланду проти COVID-19 під час пандемії коронавірусної хвороби.

## Передумови
У листопаді 2020 року влада замовила 26 мільйонів доз вакцини AstraZeneca, про яку повідомлялось, що вона має 70 % загальної ефективності. Для повного курсу щеплень потрібно 2 дози вакцини на особу, тому замовлена кількість охоплювала лише 13 мільйонів осіб. Кабінет міністрів Таїланду пізніше затвердив бюджет для замовлення 35 мільйонів додаткових доз у січні 2021 року. Компанія «Siam Bioscience», що належить королю Вачхіралонгкону, отримає передачу технологій для спільного інвестування. Влада також імпортувала 2 мільйони доз вакцини Коронавак від «Sinovac», китайської компанії, в яку інвестував тайський конгломерат «Charoen Pokphand», протягом лютого-квітня 2021 року.
Також уряд Таїланду активізував свої спроби виробляти власні вакцини на фоні критики, і збирався розпочати клінічні дослідження власної вакцини «ChulaCov19» у травні 2021 року. I фаза тестування вакцини NDV-HXP-S почалася в Університеті Махідола у березні 2021 року.
У липні 2021 року Національний інститут вакцин вибачився за повільне проведення вакцинації. Тим часом попереднє зобов'язання уряду забезпечити 61 мільйон доз вакцини AstraZeneca викликало сумніви після витоку документа, який показав, що компанія постачатиме не більше 60 % від запланованої кількості на місяць. Радник з вірусології також схвалив неперевірений план змішування вакцин AstraZeneca і «Коронавак». Вже тоді з'явилось повідомлення про смерть після цієї комбінації, але медичні працівники сказали, що спочатку потрібно виключити інші причини смерті.

## Використання вакцин

### Вакцини за загальнонаціональною програмою
Безкоштовні вакцини, які надаються відповідно до політики міністерства охорони здоров'я.
| Назва вакцини      | Замовлені дози (без пожертвування) | Доставлені дози (включаючи пожертвування) | Схвалення (екстрене схвалення) | Перше прибуття | Застосування   | Посилання                                 |
| ------------------ | ---------------------------------- | ----------------------------------------- | ------------------------------ | -------------- | -------------- | ----------------------------------------- |
| Oxford–AstraZeneca | 61 мільйон                         | 25,5 мільйонів                            | 20 січня 2021                  | 24 лютого 2021 | 28 лютого 2021 | [ 15 ] [ 16 ] [ 17 ] [ 18 ]               |
| Коронавак          | 31,1 мільйона                      | 26,52 мільйона                            | 22 січня 2021                  | 24 лютого 2021 | 28 лютого 2021 | [ 16 ] [ 17 ] [ 18 ]                      |
| Janssen            | 5 мільйонів                        | невідомо                                  | 25 березня 2021                | Кінець червня  | 26 липня 2021  | [ 19 ] [ 20 ] [ 21 ] [ 22 ] [ 18 ]        |
| Pfizer–BioNTech    | 30 мільйонів                       | 3,5 мільйона                              | 24 червня 2021                 | 30 червня 2021 | 5 серпня 2021  | [ 23 ] [ 24 ] [ 25 ] [ 16 ] [ 26 ] [ 27 ] |

### Необов'язкові вакцини
Необов'язкові вакцини — це вакцини, які не входять до програми закупівель міністерства охорони здоров'я країни. Замовлення на них приймаються через державні організації, але вартість вакцинації не оплачується урядом. Проте особи, які отримали щеплення цими вакцинами, все ще враховуються в національній програмі вакцинації.
| Назва вакцини  | Дистриб'ютор                       | Заплановані або замовлені дози | Доставлені дози | Екстрене схвалення | Перше прибуття   | Застосування     | Ref                                       |
| -------------- | ---------------------------------- | ------------------------------ | --------------- | ------------------ | ---------------- | ---------------- | ----------------------------------------- |
| Moderna        | Державна фармацевтична організація | 5 мільйонів                    | 0,5602 мільйона | 13 травня 2021     | 1 листопада 2021 | 5 листопада 2021 | [ 19 ] [ 28 ] [ 29 ] [ 30 ]               |
| Moderna        | Королівська академія Чулабхорна    | 8 мільйонів                    | ще ні           | 13 травня 2021     | ще ні            | ще ні            | [ 31 ]                                    |
| Sinopharm BIBP | Королівська академія Чулабхорна    | 15 мільйонів                   | 15 мільйонів    | 28 травня 2021     | 20 червня 2021   | 25 червня 2021   | [ 19 ] [ 32 ] [ 33 ] [ 16 ] [ 34 ] [ 35 ] |

### Вакцини, які очікували на схвалення
- Спутник V[19]
- Коваксин[19]

## Процедури вакцинації
Процедури вакцинації, які використовувалися в Таїланді.
| Перша доза                   | Друга доза                   | Третя доза                                         | Четверта доза                                      | Інтервал між дозами                                |
| ---------------------------- | ---------------------------- | -------------------------------------------------- | -------------------------------------------------- | -------------------------------------------------- |
| Коронавак або Sinopharm BIBP | Коронавак або Sinopharm BIBP | Oxford–AstraZeneca або Pfizer–BioNTech або Moderna | Oxford–AstraZeneca або Pfizer–BioNTech або Moderna | 2–4 тижні (2nd) 4 тижні (3-тя) 3 місяці (4-та)     |
| Коронавак або Sinopharm BIBP | Oxford–AstraZeneca           | Oxford–AstraZeneca або Pfizer–BioNTech або Moderna | Oxford–AstraZeneca або Pfizer–BioNTech або Moderna | 3–4 тижні (2-га) 3 місяці (3-тя і 4-та)            |
| Коронавак або Sinopharm BIBP | Pfizer–BioNTech або Moderna  | Pfizer–BioNTech або Moderna                        | Pfizer–BioNTech або Moderna                        | 3–4 тижні (2-га) 6 місяців (3-тя) 3 місяці (4-та)  |
| Oxford–AstraZeneca           | Oxford–AstraZeneca           | Pfizer–BioNTech або Moderna                        | Pfizer–BioNTech або Moderna                        | 10–16 тижнів (2-га) 3 місяці (3-тя і 4-та)         |
| Oxford–AstraZeneca           | Pfizer–BioNTech або Moderna  | Pfizer–BioNTech або Moderna                        | Pfizer–BioNTech або Moderna                        | 4–12 тижні (2-га) 6 місяців (3-тя) 3 місяці (4-та) |
| Pfizer–BioNTech або Moderna  | Pfizer–BioNTech або Moderna  | Pfizer–BioNTech або Moderna                        | Pfizer–BioNTech або Moderna                        | 4–12 тижні (2-га) 6 місяців (3-тя) 3 місяці (4-та) |

### Вакцини на стадії досліджень
| Вакцина                                                                      | Тип (технологія) | Прогрес                   | |
| ---------------------------------------------------------------------------- | --- | ------------------------- | --- |
| NDV-HXP-S (HXP-GPOVac) Університет Махідола, Техаський університет в Остіні, | Вірусний вектор вірусу хвороби Ньюкасла (експресує білок шиповидних відростків SARS-CoV-2, з або без ад'юванта CpG 1018) або інактивована | Фаза I—II (460 учасників) | Рандомізована, плацебо-контрольована, без спостереження, березень 2021 — травень 2022; Таїланд                      |
| ChulaCov19 Університет Чулалонгкорна                                         | РНК-вакцина | Фаза I—II (96 учасників)  | Дослідження визначення дози. Січень–березень 2021 р., Таїланд                                                       |
| Baiya SARS-CoV-2 Vax 1 «Baiya Phytopharm Co Ltd.»                            | Субодиниця рослинного походження (RBD-Fc + ад'ювант)                                                                                      | Фаза I (96 учасників)     | Рандомізоване, відкрите, із визначенням дози. Вересень–грудень 2021 р., Таїланд                                     |
| COVIGEN «Bionet Asia», «Technovalia», Сіднейський університет                | ДНК-вакцина | Фаза I (150 учасників)    | Подвійне сліпе, із зміною дози, рандомізоване, плацебо-контрольоване. Лютий 2021 — червень 2022, Австралія, Таїланд |